# Saveh
Saveh (en persa: ساوه, àrab Sāwa; forma antiga Sawaji i Sawi) és una petita ciutat de la província de Markazi a l'Iran. Està situada a aproximadament 130 km al sud-oest de Teheran, a una altitud de 995 metres. El 2004, la ciutat tenia una població aproximada de 194.545 persones. El clima de la ciutat va de moderat a clima càlid. El nom derivaria de l'asvèstic sava (plural savaka) que vol dir utilitat o avantatge; altres teories diuen que deriva de sawa (tros d'or). A la Taula de Peutinger apareix una Seravicina o Sevakina, que seria Saveh.

## Situació
Saveh inclou un dels majors indrets industrials del país, la "Shahr Sanati" (literalment la ciutat industrial). La ciutat és connectada a Teheran per una carretera i des de 1999 per una autopista llarga de 120 km. La ciutat està també connectada des de fa poc a Esfahan, Qom i Arak per una autopista. El tren és utilitzat per al transport de mercaderies.
La ciutat s'ha permès grans disposicions urbanes mercès als ingressos generats per la ciutat industrial.

## Història
Al segle VII aC era un dels llocs forts i bases del regne mede. Durant l'Imperi Part va ser anomenada Saavakineh. Saveh és un dels indrets arqueològics del període sassànida, quan tenia en aquesta època un dels més importants punts de connexió de camins.
Segons la tradició iraniana, els Reis Mags que van retre visita a Jésus van viatjar des de Saveh, i foren enterrats a les seves ruïnes. A la tradició musulmana un llac (bubayta) a la vora de Sawa (anomenat Kansava o Kasaoaya) va desaparèixer el dia que va néixer el Profeta i Kazwini encara va veure el lloc al segle xiii. A L'Avesta aquesta tradició parla d'un llac que situa al Sistan i correspon al llac Hammum, on es concentraria l'essència de Zoroastre de la que hauria de sortir el salvador Saoshyant al final dels temps, i segurament aquesta tradició va originar la tradició musulmana equiparant a Mahoma amb el salvador.
Tot i el seu possible passat, Saveh era desconeguda al temps de la conquesta musulmana. Apareix més tard amb el nom de Sawa dins el Djibal, dependent de Hamadan o de Rayy segons l'època. A vegades se l'ha confós amb Awa o Aba, més al sud a la vora del riu Gawmaha. És descrita a l'edat mitjana com una vila prospera i lloc de trànsit, amb camells i camellers cèlebres; i havia mesquita, banys i fortificacions; la població era sunnita a diferència de la població d'Awa (que era xiïta). Ibn al-Athir esmenta un atac kurd contra una caravana de pelegrins prop de Sawa el 955/956. El 1029 la senyoria de la ciutat estava en mans de Kamru al-Daylami que es va aliar a bandes d'oghuz invasors per atacar Rayy que va assetjar.
La ciutat i la regió de Saveh fou també la residència d'hivern dels monarques daylamites i del seljúcides. Durant el període seljúcida, la ciutat va arribar al seu zenit i fou el centre del poder per als caps de la tribu dels saljuks que es van titular Atabek. La mesquita del Divendres així com certs monuments de la ciutat daten d'aquest període.
El 1220 va patir l'atac dels mongols de Genguis Kan que van cremar una biblioteca de gran riquesa que contenia també instruments científics i astronòmics. Al segle xiv va recuperar certa prosperitat sota els Il-kans, i al-Mustawfi diu que la ciutat era prospera i tota la regió fèrtil; disposava d'una llargues muralles construïdes pel magnat local Zahir al-Din Ali ibn Malik Sharaf al-Din Sawadji; la població era sunnita xaafita però algunes viles properes ja eren xiïtes.
Marco Polo va descriure les tombes dels Mags en una de les versions del seu diari de viatge, El Llibre De Les Meravelles Del Món: 
| « | A Pèrsia hi ha la vila de Saba, de la que els tres reis mags van sortir […] i en aquesta vila i són enterrats en tres grans i bonics monuments. I per a ells existeix un edifici quadrat magníficament conservat. Els cossos estan sencers amb els seus cabells i les seves barbes. | » |

En un segon relat els tres reis apareixen enterrats un a Sawa, un a Aba i un a Kala-i Atashparastan (que estaria entre Sawa i Aba segons Yule, o a Diz-i Gabran segons Tomaschek).
Després de la caiguda dels Il-kans va tenir un govern local, que no obstant es declarava sotmés als jalayírides. Es va sotmetre a Tamerlà el 1393 i va conservar la dinastia local. Sota Tamerlà es esmentada com seu d'un destacament de cavalleria (1404) i lloc on estaven assentats grups de turcs khalaj.
El 1412 Iskandar de Fars i Esfahan va marxar amb les seves tropes, va conquerir totes les ciutadelles dependents de Qom i es va presentar a les portes de la mateixa ciutat; Ali Demehser, kutwal del castell de Keyu, fou portat allí carregat de cadenes per forçar la rendició; però a la ciutat hi havia molts guerres i van presentar una forta resistència. Nasr Allah Sahrai, governador de la propera ciutat de Saveh o Sawah, es va sentir amenaçat pel cas de caure Qom i va enviar al seu cosí Imad Gur en ajut de Khoja Muhammad, governador de Qom, amb el qual no tenia molt bona relació. Aquest reforç va forçar a Iskandar a aixecar el setge de Qom i marxar cap a Esfahan. El 1414 Iskandar va sortit d'Esfahan per assetjar Sawah on encara governava Nasr Allah Sahrai, el qual va demanar ajut a l'emperador i va sol·licitar l'enviament d'un daroga, cosa a la que es va accedir i es va nomenar un dels servidors de la cort. Un contingent fou enviat a Sawah. Poc després Nasr Allah Sahrai de Sawah va anar a fer homenatge a Xah Rukh a Xahriyar.
Però quan Xah-Rukh va fer la eva expedició a l'Azerbaidjan el 1420, Sahrai va calcular que els kara koyunlu guanyarien la guerra i va emetre oneda amb el nom de Kara Yusuf, pel qual també va llegir la khutba. Xah-Rukh va enviar uin contingent que va ocupar la plaça i encara que formalment Nasr Alla Sahrai va poder conservar el poder, no devia estar-hi molt de temps ja que no torna a ser esmentat i en canvi si que s'esmenta a la ciutat. Les poblacions de les ciutats jugaven un paper en la defensa d'aquestes tant si estaven dirigides per una dinastia local com per un governador txagatai (timúrida); quan es produïa aquest canvi, les famílies que havien tingut el control militar de la comarca i les seves tropes, continuaven existint encara que passessin a dependre del govern central i segurament aquestes família van proveir de notables i amirs tant a la propia ciutat com a les principals viles de la regió com Esfahan o Siraz entre d'altres.
Durant el període dels timúrides i dels aq Qoyunlu, la ciutat va estar subjecta a pillatges i a destruccions resultant de la rivalitat entre prínceps. El 1474 la va visitar Giosafa Barbaro. Durant el període dels safàvides, Saveh fou un important punt d'instal·lació per a grups lligats als safàvides com els kizilbaixis i els shahsavans. La ciutat va tornar a desenvolupar-se. El 1618 hi va estar Figueroa. La fi del període safàvida (amb la invasió afganesa de l'Iran) va causar no obstant això certs problemes a la ciutat.

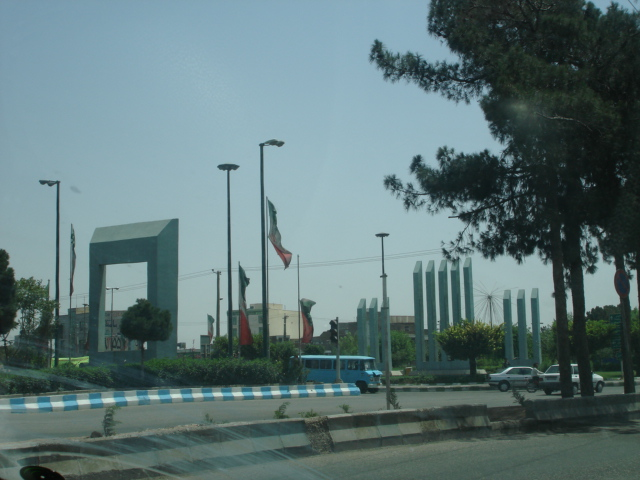
Un carrer de Saveh

Durant el període zand es van fer esforços importants per rehabilitar la ciutat. Però quan Teheran esdevingué la capital de Pèrsia, per decisió d'Agha Muhammad Shah, Saveh va perdre la seva importància. I a la meitat del segle xix, els seus habitants començaren a emigrar cap a Teheran. El cònsol anglès K. E. Abbot comptava el 1849 unes 350 cases i uns mil habitants i diu que el sòl era fèrtil però a només 6 km començava el desert.
Durant la Primera Guerra Mundial quan es comença a esfondrar la dinastia qajar, les forces russes ocuparen la ciutat de Saveh i la d'Àrak així com les regions properes.
La ciutat va començar a reprendre importància amb la construcció de la seva ciutat industrial, "la Shahr Sanati". El 2004, Saveh va esdevenir la segona ciutat de la història de la república Islàmica a escollir una dona com a alcaldessa, en la persona de Mehri Roustaie Gherailou. La població és xiïta i hi ha una forta presència de turcs khalaj (a vegades s'anomena la ciutat com Sawa Khaladjistan.
A l'Iran, és anomenada per a la seva producció de pomes granades (una de les grans rotondes de la ciutat és la rotonda de les Pomes Granades) i també per a les portes de les seves antigues cases.

## Indrets naturals, històrics, religiosos i culturals de la ciutat i rodalia
- Ghadir Dame, lloc de lleure
- Grutes d'Aghdash i Shahpasand
- Forts d'Ardmin, Alvir i Ismailieh

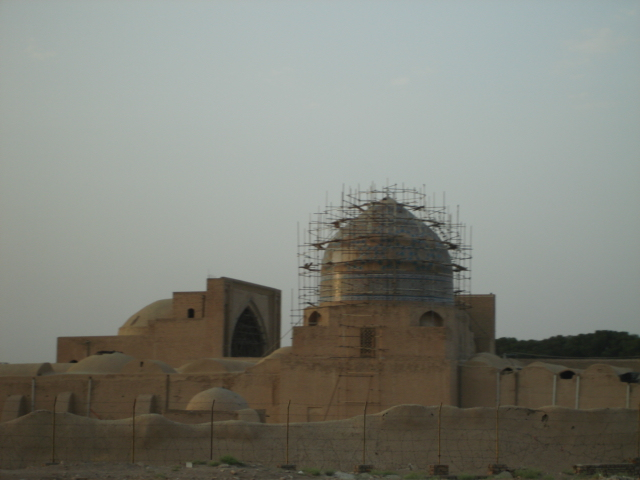
Vista de la mesquita de Saveh

- Caravanserralls de Khamseh-Abad (període seljúcida), Pesangan (període safàvida), Abdolghafar Khan, Khoshkeh Rood (període zand), i Gardin (període qajar)
- Les ponts historiques de Sorkhad i Asgar–Abad (période Qajar).
- L'antiga regió de Korang Sadrabad (període preislàmic), Abdollah-Abad Kahak, Farghan, i Sousenghin
- Els pujols històrics d'Aveh. Alishar, Ghyjleh o Ghyjleh, Khosrow, Byuk, Joushaghan, Jamshid-Abad, i Abbasloo.
- Lloc d'emmagatzematge d'aigua subterrània de Chahar-Soogh, Haj Mirza Hosseni i de la Mesquita Jame.
- Mesquita Jamei plaça Seljuki Maidab
- Imamzadehs de Seyed Haroon, Seyed Abou Reza, Seyed Eshagh, Sultà Fazl va Mousa, Shahzadeh Ismail, Abdollah Ujan
- Mausoleu de Bibi Sharaf Khatoon.
- Presa al Kara-Çay a uns 20 km al sud-sud-oest, del segle xiii.
- Fortalesa de Kizkala